# М-95 Дегман
М-95 Degman — хорватский основной боевой танк. Модернизация танка M84.

## История
Базой для модернизации стал югославский проект M-91 Vihor.
Первый танк был построен в 1991 году

## Описание

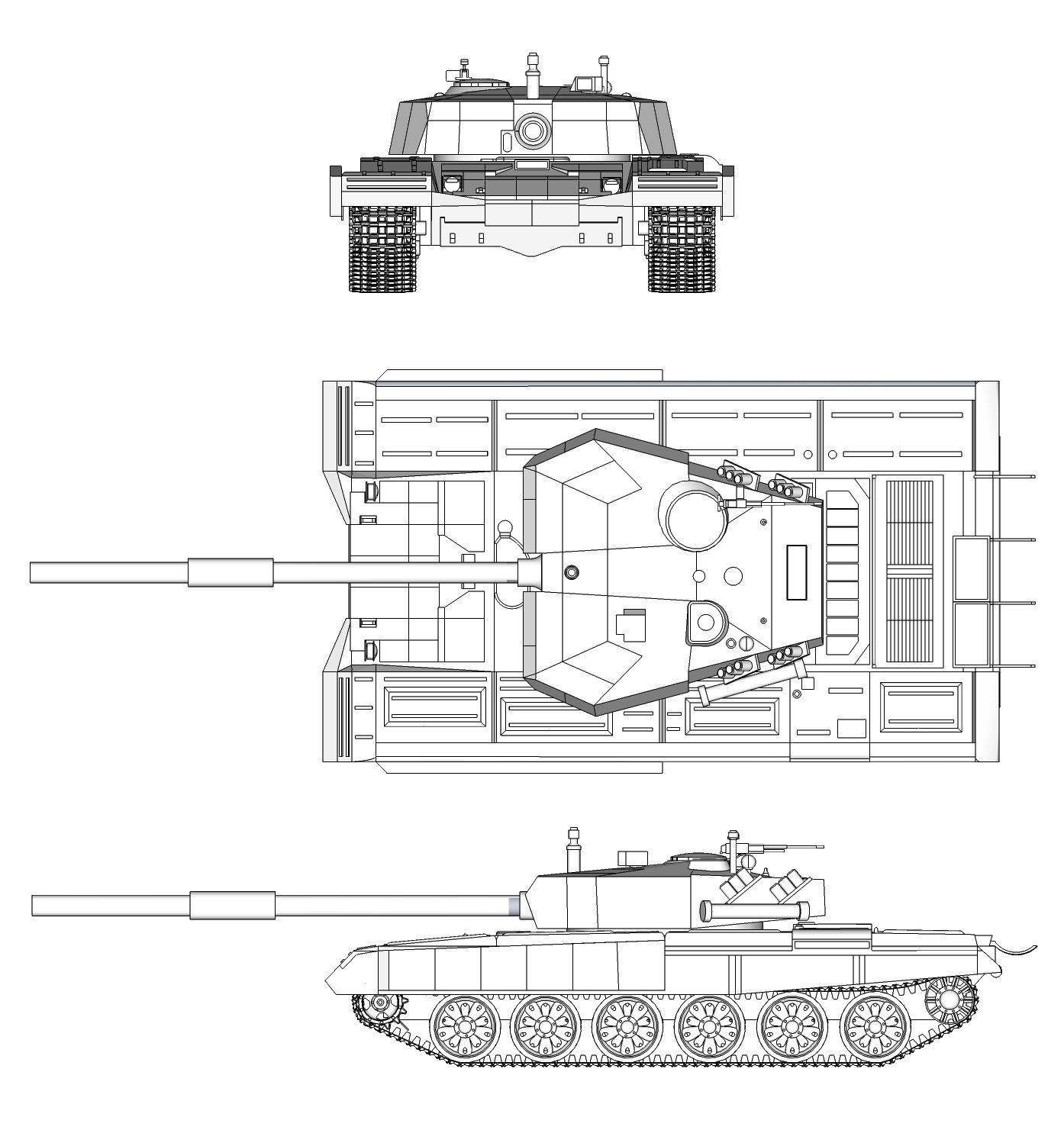
3 проекции М-95

В связи с невозможностью освоить производство литой башни, М-95 был оснащён новой сварной башней.
На M-95 установлены новая СУО, БИУС и динамическая защита "RRAK", созданные израильской фирмой Elbit Systems. На M-95 планируется установить 120-мм гладкоствольную пушку, соответствующую стандартам НАТО. Предполагается, что танк будет способен вести огонь израильскими ПТУР LAHAT через ствол орудия.

## Страны-эксплуатанты
- Хорватия